# This Is Us (serie de televisión)
This Is Us es una serie de televisión de drama creada por Dan Fogelman. Se estrenó en NBC el 20 de septiembre de 2016 y finalizó el 24 de mayo de 2022. Está protagonizada por Milo Ventimiglia, Mandy Moore, Sterling K. Brown, Chrissy Metz, Justin Hartley, Susan Kelechi Watson, Chris Sullivan, y Ron Cephas Jones. Se trata de la vida familiar y las conexiones de varias personas que comparten el mismo cumpleaños y las formas en que son similares y diferentes.
La serie ha recibido críticas positivas desde su estreno, recibiendo nominaciones como Mejor Serie de Televisión de Drama en los Golden Globe Awards y los Critics' Choice Awards. El elenco ha recibido reconocimientos, con Mandy Moore y Chrissy Metz recibieron nominaciones en los Golden Globe Awards como Mejores Actrices de Reparto, y Sterling K. Brown recibió una nominación al SAG como Mejor Interpretación de un Actor Masculino en una serie dramática. También fue nominado y ganó el MTV Movie & TV Awards al Mejor Momento Sentimental en 2017.
El 27 de septiembre de 2016, NBC adquirió la serie para producir una temporada completa de 18 episodios. En enero de 2017, NBC renovó la serie para 2 temporadas más de 18 episodios cada una. La segunda temporada se estrenó el 26 de septiembre de 2017. En mayo de 2019, NBC renovó la serie por tres temporadas adicionales. La quinta temporada se estrenó el 27 de octubre de 2020. Y en mayo de 2021, se anunció una sexta y última temporada de la serie.
En España se estrenó en Fox Life el 2 de febrero de 2017. En Latinoamérica fue estrenada el 1 de agosto de 2017 en Fox Life, también en Fox Premium y el 29 de mayo de 2018 en FOX.

## Sinopsis
Jack (Milo Ventimiglia) y Rebecca Pearson (Mandy Moore) son un matrimonio a punto de tener trillizos. Kevin (Justin Hartley) es un actor de moda que, a sus 36 años, atraviesa una crisis personal. Kate (Chrissy Metz) es una chica obsesionada con adelgazar. Por su parte, Randall (Sterling K. Brown) ha encontrado lo que llevaba buscando desde hacía mucho tiempo: a su padre biológico. La pregunta es: ¿qué tienen en común estos cinco personajes?

## Argumento
La serie sigue las vidas de los hermanos Kevin, Kate y Randall (conocidos como los "Tres Grandes"), y sus padres, Jack y Rebecca Pearson. Se lleva a cabo principalmente en el presente y utiliza flashbacks para mostrar el pasado de la familia. Kevin y Kate son los dos miembros supervivientes de un embarazo triple, nacidos prematuramente de treinta y seis semanas en el cumpleaños número 36 de Jack en 1980; el tercer hermano ha nacido muerto. Creyendo que estaban destinados a tener tres hijos, Jack y Rebecca, que son blancos, deciden adoptar a Randall, un niño negro nacido el mismo día y llevado al mismo hospital después de que su padre biológico lo abandone en una estación de bomberos. Jack muere cuando sus hijos tienen 17 años, y Rebecca vuelve a casarse una década después con el mejor amigo de Jack, Miguel. Randall se convierte en un exitoso profesional de finanzas y se casa con Beth, compañera de clase de la universidad; Tienen dos hijas y adoptan una tercera. Kevin se convierte en un actor exitoso mientras lucha por ser tomado en serio. Después de carecer de dirección durante gran parte de su vida, Kate conoce y se casa con Toby, sigue una carrera en la música, obtiene un título y se convierte en madre.
La mayoría de los episodios presentan una historia que se desarrolla en el presente (2016–2019, contemporánea con la transmisión) y una historia que se desarrolla en un momento determinado en el pasado; pero algunos episodios se establecen en un período de tiempo o utilizan múltiples períodos de tiempo de flashback. Los flashbacks a menudo se centran en Jack y Rebecca cerca de 1980 antes y después del nacimiento de sus hijos, o en la familia cuando los Tres Grandes son niños o adolescentes (y son interpretados por dos grupos de actores más jóvenes); estas escenas generalmente tienen lugar en Pittsburgh, donde nacen y se crían los Tres Grandes y sus padres. Como adultos, Kate vive en Los Ángeles, Randall y su familia en Nueva Jersey (y luego en Filadelfia), y Kevin se muda de Los Ángeles a Nueva York y vuelve. Otros períodos de tiempo y ubicaciones también han servido como escenarios, y algunos episodios se han centrado en las experiencias anteriores de otros personajes, incluidos los miembros de la familia de Randall: William, Deja y Beth. A partir de la segunda temporada, la serie también utiliza flashforwards para mostrar un período de tiempo posterior, en el que la hija de Randall, Tess, es una adulta y una anciana Rebecca está en su lecho de muerte.

## Elenco y personajes

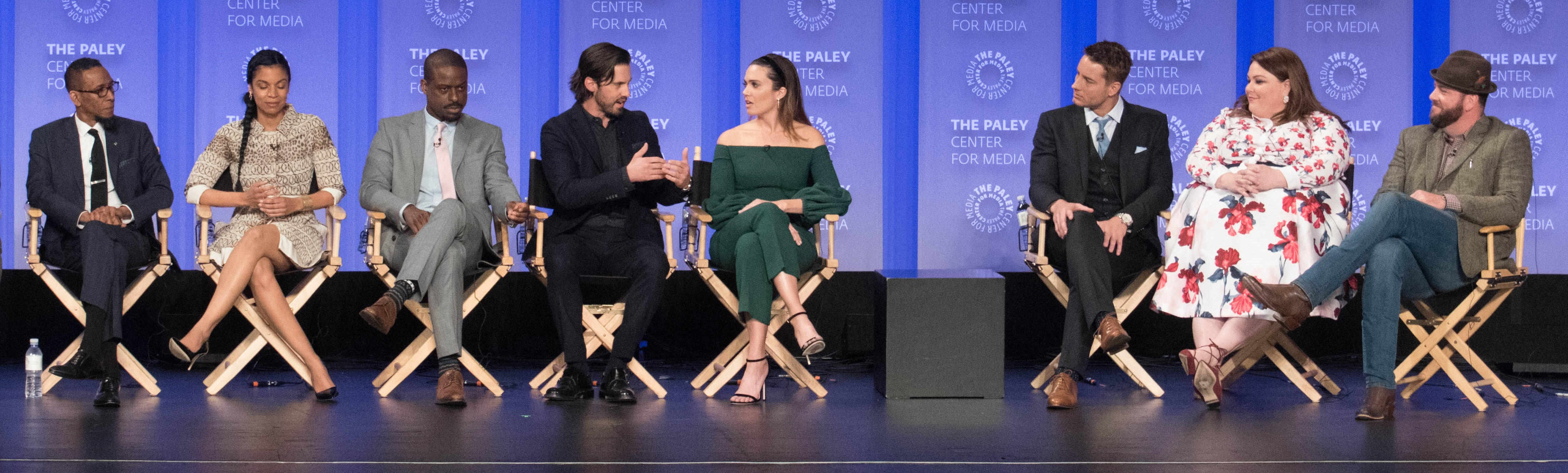
Miembros del reparto principal (D–I) Jones, Watson, Brown, Ventimiglia, Moore, Hartley, Metz, y Sullivan en PaleyFest 2017.

- Milo Ventimiglia como Jack Pearson.
  - Joaquin Obradors (niño).
- Mandy Moore como Rebecca Pearson.
  - Ava Castro y Kya Kruse (niña).
- Sterling K. Brown como Randall Pearson.
  - Niles Fitch (16–18 años).
  - Lonnie Chavis (9–12 años).
  - Caron Coleman (3–6 años).
- Chrissy Metz como Kate Pearson.
  - Hannah Zeile (16–18 años).
  - Mackenzie Hancsicsak (9–12 años).
  - Isabella Rose Landau (3–6 años).
- Justin Hartley como Kevin Pearson.
  - Logan Shroyer (16–18 años).
  - Parker Bates (9–12 años).
  - Kaz Womack (3–6 años).
- Susan Kelechi Watson como Beth Pearson.
- Chris Sullivan como Toby Damon.
- Jon Huertas como Miguel Rivas.
- Ron Cephas Jones como William H. Hill.
  - Jermel Nakia (joven).
- Eris Baker como Tess Pearson.
  - Iantha Richardson (adulta).
- Faithe Herman como Annie Pearson.
- Lyric Ross como Déjà.
  - Makenzie Lee-Foster (niña).
  - La Trice Harper (adulta).
- Asante Blackk como Malik Hodges.
- Gerald McRaney como el Dr. Nathan Katowski.
- Denis O'Hare como Jesse.
- Alexandra Breckenridge como Sophie.
  - Amanda Leighton (15–19 años).
  - Sophia Coto (10–12 años).
  - Kai Trueblood Fall (3–6 años).
- Jill Johnson como Laurie.
- Melanie Liburd  como Zoe Baker.
- Griffin Dunne como Nick Pearson.
  - Michael Angarano (joven).
- Jennifer Morrison como Cassidy.
- Caitlin Thompson como Madison Simons.
- Chris Geere como Phillip.

## Episodios
| Temporada | Temporada | Episodios | Episodios | Emisión original         | Emisión original    |
| Temporada | Temporada | Episodios | Episodios | Primera emisión          | Última emisión      |
| --------- | --------- | --------- | --------- | ------------------------ | ------------------- |
|           | 1         | 18        | 18        | 20 de septiembre de 2016 | 14 de marzo de 2017 |
|           | 2         | 18        | 18        | 26 de septiembre de 2017 | 13 de marzo de 2018 |
|           | 3         | 18        | 18        | 25 de septiembre de 2018 | 2 de abril de 2019  |
|           | 4         | 18        | 18        | 24 de septiembre de 2019 | 24 de marzo de 2020 |
|           | 5         | 16        | 16        | 27 de octubre de 2020    | 25 de mayo de 2021  |
|           | 6         | 18        | 18        | 4 de enero de 2022       | 24 de mayo de 2022  |

## Producción

### Desarrollo
This is Us era, en un principio, el embrión del guion de una película de 80 páginas que Dan Fogelman fue desarrollando mientras trabajaba para ABC Studios en la primavera de 2015. La línea de la historia, que Fogelman admitió no contaba con una dirección definitiva, giraba alrededor de las vidas de ocho adultos que, como se revelaría, eran octillizos. Al cambiar a un contrato de ocho cifras con 20th Television, Fogelman tomó la decisión de desarrollar la serie de TV con los personajes de su guion original, eliminando algunos personajes y reduciendo el guion a 45 páginas antes de llevarlo al estudio. Jennifer Salke, presidente de NBC [cita requerida], comentó sobre la concepción del título de la serie, diciendo. "El título no vino fácil ...pero "Así Somos" (por su título en ingles) tomando todo, y la serie es sobre nosotros." Se ha revelado que otras ideas para el título incluían 36, Feliz Cumpleaños, y Nuestra Historia. A pesar del visto bueno de ambas 20th Television y su empresa hermana, Fox, existían preocupaciones sobre la falta de audiencia que pudiese atraer a la cadena de televisión, lo que llevó a Fox a vender la serie a NBC. Fox hizo esto debido a que NBC prometió usar la gran audiencia de los programas The Voice y Summer Olympics para atraer mayor audiencia a la serie, y Fox quería reforzar la reputación de su estudio entre escritores y directores colocando programas en donde fuera más fácil progresar para ellos, aunque no fuera en Fox.

### Compromiso con la diversidad
Fogelman reclutó intencionadamente talentos entre bastidores que reflejarían la diversidad de su elenco, con el objetivo de aportar una mayor autenticidad al diálogo y las historias. Estas incluyen a las directoras de raza negra Regina King y George Tillman, Jr. y a las guionistas Kay Oyegun y Jas Waters (parte de un 30% del personal de redacción de raza negra supera con creces el estándar de la industria del 5%). Además, la hermana de Fogelman, Deborah, cuya lucha con el peso fue una de las inspiraciones iniciales para la serie, trabaja como asesora.

## Lanzamiento
En mayo de 2017, Hulu adquirió los derechos de SVOD a episodios nuevos y pasados de la serie al aire exclusivamente en Hulu, además de NBC.com y la NBC app.

## Recepción

### Audiencias
| Temporada | Emisión                                             | Número de episodios | Inicio                   | Inicio       | Final               | Final        | Temporada | Ranking | Espectadores (en millones) | Rating de 18-49 (promedio) |
| Temporada | Emisión                                             | Número de episodios | Fecha                    | Espectadores | Fecha               | Espectadores | Temporada | Ranking | Espectadores (en millones) | Rating de 18-49 (promedio) |
| --------- | --------------------------------------------------- | ------------------- | ------------------------ | ------------ | ------------------- | ------------ | --------- | ------- | -------------------------- | -------------------------- |
| 1         | Martes, 22:00 (1–2, 11) Martes, 21:00 (3–10, 12–18) | 18                  | 20 de septiembre de 2016 | 10,07        | 14 de marzo de 2017 | 12,84        | 2016-2017 | 6       | 9,843                      | 2,68/16                    |
| 2         | Martes, 21:00 (1–13, 15–18) Domingo, 22:30 (14)     | 18                  | 26 de septiembre de 2017 | 12,94        | 13 de marzo de 2018 | 10,94        | 2017-2018 | 4       | 11,135                     | 3,07/16                    |
| 3         | Martes, 21:00                                       | 18                  | 25 de septiembre de 2018 | 10,54        | 2 de abril de 2019  | 8.22         | 2018-2019 | 6       | 13.80                      | 3,8/16                     |
| 4         | Martes, 21:00                                       | 18                  | 24 de septiembre de 2019 | 7.88         | 24 de marzo de 2020 | 7.96         | 2019-2020 | 7       | 11.55                      | 2,9/16                     |
| 5         | Martes, 21:00                                       | 16                  | 27 de octubre de 2020    | 7.30         | 25 de mayo de 2021  | 5.14         | 2020-2021 | 13      | 9.32                       | 2.0/16                     |
| 6         | Martes, 21:00                                       | 18                  | 4 de enero de 2022       | 5.46         | 24 de mayo de 2022  | 6,37         | 2021-2022 | 17      | 8.13                       | 1.6/16                     |

### Críticas
En Rotten Tomatoes reportó un índice de aprobación del 89%, con una calificación promedio de 7.7/10 basada en 56 comentarios. El consenso crítico de la página web dice: "Presentando el drama de la familia de la llenura de la emoción, This Is Us proporcionará un sustituto adecuado para aquellos que han sentido un vacío en sus vidas desde que Parenthood salió del aire." En Metacritic, utiliza un promedio ponderado, y le asigna una puntuación de 76 sobre 100 basado en 34 críticos, lo que indica "críticas generalmente favorables".
Entertainment Weekly dio los primeros episodios de This Is Us una calificación de B, llamándolo "Un respiro refrescante de la violencia relacional y el pesimismo que marca el otro zumbido de jabones que han burbujeado adelante de una cultura de la divisividad". Por otra parte, alabaron a todos los actores, especialmente a Sterling K. Brown, por ser capaz de navegar "sus escenas con tal inteligencia, con autenticidad y carisma".

### Premios y nominaciones
| Año  | Premiación                                            | Categoría                                                   | Nominado(s) | Resultado | Ref.   |
| ---- | ----------------------------------------------------- | ----------------------------------------------------------- | --- | --------- | ------ |
| 2016 | Premios de la Crítica Televisiva                      | Mejor serie de drama                                        | This Is Us | Nominada  | [ 36 ] |
| 2016 | Premios de la Crítica Televisiva                      | Mejor nueva serie                                           | This Is Us | Ganadora  | [ 36 ] |
| 2017 | Premios Primetime Emmy                                | Mejor serie de drama                                        | This Is Us | Nominada  | [ 37 ] |
| 2017 | Premios Primetime Emmy                                | Mejor actor en una serie de drama                           | Sterling K. Brown | Ganador   | [ 37 ] |
| 2017 | Premios Primetime Emmy                                | Mejor actor en una serie de drama                           | Milo Ventimiglia | Nominado  | [ 37 ] |
| 2017 | Premios Primetime Emmy                                | Mejor actor de reparto en una serie de drama                | Ron Cephas Jones | Nominado  | [ 37 ] |
| 2017 | Premios Primetime Emmy                                | Mejor actriz de reparto en una serie de drama               | Chrissy Metz | Nominada  | [ 37 ] |
| 2017 | Premios Primetime Emmy a las Artes Creativas          | Mejor actor invitado en una serie de drama                  | Denis O'Hare | Nominado  | [ 37 ] |
| 2017 | Premios Primetime Emmy a las Artes Creativas          | Mejor actor invitado en una serie de drama                  | Gerald McRaney | Ganador   | [ 37 ] |
| 2017 | Premios Primetime Emmy a las Artes Creativas          | Mejor actor invitado en una serie de drama                  | Brian Tyree Henry | Nominado  | [ 37 ] |
| 2017 | Premios Primetime Emmy a las Artes Creativas          | Mejor casting en una serie de drama                         | Bernard Telsey y Tiffany Little Canfield | Nominados | [ 37 ] |
| 2017 | Premios Primetime Emmy a las Artes Creativas          | Mejor maquillaje para una serie grabada en una sola cámara  | Zoe Hay, Heather Plott, Elizabeth Hoel-Chang, Judith Lynn Staats y John Damiani | Nominados | [ 37 ] |
| 2017 | Premios Globo de Oro                                  | Mejor serie de televisión de drama                          | This Is Us | Nominada  | [ 38 ] |
| 2017 | Premios Globo de Oro                                  | Mejor actriz de reparto de drama                            | Mandy Moore | Nominada  | [ 38 ] |
| 2017 | Premios Globo de Oro                                  | Mejor actriz de reparto de drama                            | Chrissy Metz | Nominada  | [ 38 ] |
| 2017 | Premios MTV movie & tv                                | Mejor actor/actriz en una serie                             | Mandy Moore | Nominada  | [ 39 ] |
| 2017 | Premios MTV movie & tv                                | Serie del año                                               | This Is Us | Nominada  | [ 39 ] |
| 2017 | Premios MTV movie & tv                                | Mejor momento del año en tv                                 | Milo Ventimiglia y Lonnie Chavis (Jack y Randall at Karate) | Ganadores | [ 39 ] |
| 2017 | Premios del Sindicato de Actores                      | Mejor actor en televisión de drama                          | Sterling K. Brown | Nominado  | [ 40 ] |
| 2018 | Premios de la Crítica Televisiva                      | Mejor serie de drama                                        | This Is Us | Nominada  | [ 41 ] |
| 2018 | Premios de la Crítica Televisiva                      | Mejor actor en serie de drama                               | Sterling K. Brown | Ganador   | [ 41 ] |
| 2018 | Premios de la Crítica Televisiva                      | Mejor actriz de reparto en serie de drama                   | Chrissy Metz | Nominada  | [ 41 ] |
| 2018 | Premios Globo de Oro                                  | Mejor serie de televisión de drama                          | This Is Us | Nominada  | [ 42 ] |
| 2018 | Premios Globo de Oro                                  | Mejor actor de una serie de televisión de drama             | Sterling K. Brown | Ganador   | [ 42 ] |
| 2018 | Premios Globo de Oro                                  | Mejor actriz de reparto de una serie de televisión de drama | Chrissy Metz | Nominada  | [ 42 ] |
| 2018 | Premios People's Choice                               | El Show de drama del 2018                                   | This Is Us | Nominada  | [ 43 ] |
| 2018 | Premios People's Choice                               | El Show de TV del 2018                                      | This Is Us | Nominada  | [ 43 ] |
| 2018 | Premios People's Choice                               | La estrella de televisión de drama del 2018                 | Chrissy Metz | Nominada  | [ 43 ] |
| 2018 | Premios People's Choice                               | La estrella de televisión de drama del 2018                 | Justin Hartley | Nominado  | [ 43 ] |
| 2018 | Premios People's Choice                               | La estrella femenina de televisión del 2018                 | Mandy Moore | Nominada  | [ 43 ] |
| 2018 | Premios People's Choice                               | La estrella masculina de televisión del 2018                | Milo Ventimiglia | Nominado  | [ 43 ] |
| 2018 | Premios People's Choice                               | La estrella masculina de televisión del 2018                | Starling K. Brown | Nominado  | [ 43 ] |
| 2018 | Premios Primetime Emmy                                | Mejor serie de drama                                        | This Is Us | Nominada  | [ 44 ] |
| 2018 | Premios Primetime Emmy                                | Mejor actor en una serie de drama                           | Starling K. Brown | Nominado  | [ 44 ] |
| 2018 | Premios Primetime Emmy                                | Mejor actor en una serie de drama                           | Milo Ventimiglia | Nominado  | [ 44 ] |
| 2018 | Premios Primetime Emmy a las Artes Creativas          | Mejor actor invitado en una serie de drama                  | Ron Cephas Jones | Ganador   | [ 44 ] |
| 2018 | Premios Primetime Emmy a las Artes Creativas          | Mejor actor invitado en una serie de drama                  | Gerald McRaney | Nominado  | [ 44 ] |
| 2018 | Premios Primetime Emmy a las Artes Creativas          | Mejores trajes contemporáneos                               | Hala Bahmet y Elinor Bardach | Nominadas | [ 44 ] |
| 2018 | Premios Primetime Emmy a las Artes Creativas          | Mejor maquillaje para una serie hecha con una sola cámara   | Zoe Hay, Heather Plott, Luis Garcia, Elizabeth Hoel-Chang y Tania McComas | Nominados | [ 44 ] |
| 2018 | Premios Primetime Emmy a las Artes Creativas          | Mejor superivisor de música                                 | Jennifer Pyken | Nominada  | [ 44 ] |
| 2018 | Premios del Sindicato de Actores                      | Mejor actor en televisión de drama                          | Sterling K. Brown | Ganador   | [ 45 ] |
| 2018 | Premios del Sindicato de Actores                      | Mejor reparto en una serie de drama                         | Eris Baker, Sterling K. Brown, Niles Fitch, Mackenzie Hancsicsak, Justin Hartley, Faithe Herman, Jon Huertas, Melanie Liburd, Chrissy Metz, Mandy Moore, Lyric Ross, Chris Sullivan, Milo Ventimiglia, Susan Kelechi Watson y Hannah Zeile                                  | Ganadores | [ 45 ] |
| 2019 | Premios de la Crítica Televisiva                      | Mejor actor en serie de drama                               | Milo Ventimiglia | Nominado  | [ 46 ] |
| 2019 | Premios de la Crítica Televisiva                      | Mejor actor de reparto en serie de drama                    | Justin Hartley | Nominado  | [ 46 ] |
| 2019 | Premios Producers Guild of America                    | Mejor episodio de drama                                     | Dan Fogelman, Isaac Aptaker, Elizabeth Berger, John Requa, Glenn Ficarra, Ken Olin, Charles Gogolak, Jess Rosenthal, Steve Beers, KJ Steinberg, Kevin Falls, Julia Brownell, Vera Herbert, Bekah Brunstetter, Shukree Hassan Tilghman, Cathy Mickel Gibson y Nick Pavonetti | Nominados | [ 47 ] |
| 2019 | Premios Satellite                                     | Mejor serie de televisión de drama                          | This Is Us | Nominada  | [ 48 ] |
| 2019 | Premios del Sindicato de Actores                      | Mejor actor en televisión de drama                          | Sterling K. Brown | Nominado  | [ 49 ] |
| 2019 | Premios del Sindicato de Actores                      | Mejor reparto en una serie de drama                         | Eris Baker, Sterling K. Brown, Niles Fitch, Mackenzie Hancsicsak, Justin Hartley, Faithe Herman, Jon Huertas, Melanie Liburd, Chrissy Metz, Mandy Moore, Lyric Ross, Chris Sullivan, Milo Ventimiglia, Susan Kelechi Watson y Hannah Zeile                                  | Ganadores | [ 49 ] |
| 2019 | Premios del Sindicato de Escritores de Estados Unidos | Mejor drama episódico                                       | Isaac Aptaker & Elizabeth Berger (Por "The Car") | Nominado  | [ 50 ] |
| 2019 | Premios Primetime Emmy                                | Mejor serie de drama                                        | This Is Us | Nominada  | [ 51 ] |
| 2019 | Premios Primetime Emmy                                | Mejor actor en una serie de drama                           | Sterling K. Brown | Nominado  | [ 51 ] |
| 2019 | Premios Primetime Emmy                                | Mejor actor en una serie de drama                           | Milo Ventimiglia | Nominado  | [ 51 ] |
| 2019 | Premios Primetime Emmy                                | Mejor actriz en una serie de drama                          | Mandy Moore | Nominada  | [ 51 ] |
| 2019 | Premios Primetime Emmy                                | Mejor actor de reparto en una serie de drama                | Chris Sulivan | Nominado  | [ 51 ] |
| 2019 | Premios Primetime Emmy a las Artes Creativas          | Mejor actor invitado en una serie de drama                  | Michael Angarano | Nominado  | [ 51 ] |
| 2019 | Premios Primetime Emmy a las Artes Creativas          | Mejor actor invitado en una serie de drama                  | Ron Cephas Jones | Nominado  | [ 51 ] |
| 2019 | Premios Primetime Emmy a las Artes Creativas          | Mejor actriz invitada en una serie de drama                 | Phylicia Rashad | Nominada  | [ 51 ] |
| 2019 | Premios Primetime Emmy a las Artes Creativas          | Mejor música original                                       | Siddhartha Khosla | Nominada  | [ 51 ] |
| 2019 | Teen Choice Awards                                    | Choice Drama TV Actor                                       | Sterling K. Brown | Nominado  | [ 52 ] |
| 2019 | Teen Choice Awards                                    | Choice Drama TV Actor                                       | Justin Hartley | Nominado  | [ 52 ] |
| 2020 | Premios de la Crítica Televisiva                      | Mejor serie de drama                                        | This Is Us | Nominada  | [ 53 ] |
| 2020 | Premios de la Crítica Televisiva                      | Mejor actor en serie de drama                               | Sterling K. Brown | Nominado  | [ 53 ] |
| 2020 | Premios de la Crítica Televisiva                      | Mejor actor de reparto en serie de drama                    | Justin Hartley | Nominado  | [ 53 ] |
| 2020 | Premios de la Crítica Televisiva                      | Mejor actor de reparto en serie de drama                    | Asante Blackk | Nominado  | [ 53 ] |
| 2020 | Premios de la Crítica Televisiva                      | Mejor actriz de reparto en serie de drama                   | Susan Kelechi Watson | Nominada  | [ 53 ] |
| 2020 | Premios Primetime Emmy                                | Mejor actor en una serie de drama                           | Sterling K. Brown | Nominado  | [ 54 ] |
| 2020 | Premios Primetime Emmy a las Artes Creativas          | Mejor actor invitado en una serie de drama                  | Ron Cephas Jones | Ganador   | [ 54 ] |
| 2020 | Premios Primetime Emmy a las Artes Creativas          | Mejor actriz invitada en una serie de drama                 | Phylicia Rashad | Nominada  | [ 54 ] |
| 2020 | Premios Primetime Emmy a las Artes Creativas          | Mejor dirección de peluquería en una serie contemporánea    | Michael Peter Reitz, Katherine Rees, Germicka Barclay, Renia Green-Edittorio y Corey Hill | Nominados | [ 54 ] |
| 2020 | Premios Primetime Emmy a las Artes Creativas          | Mejor música original                                       | Siddhartha Khosla y Taylor Goldsmith | Nominados | [ 54 ] |
| 2020 | Premios del Sindicato de Actores                      | Mejor actor en televisión de drama                          | Sterling K. Brown | Nominado  | [ 55 ] |
| 2020 | Premios del Sindicato de Escritores de Estados Unidos | Mejor drama episódico                                       | Eboni Freeman (Por "Our Little Island Girl") | Nominado  | [ 56 ] |
| 2020 | Premios People's Choice                               | El programa del año                                         | This Is Us | Nominada  | [ 57 ] |
| 2020 | Premios People's Choice                               | Mejor drama del año                                         | This Is Us | Nominada  | [ 57 ] |
| 2020 | Premios People's Choice                               | Actor de drama de televisión del año                        | Sterling K. Brown | Ganador   | [ 57 ] |
| 2020 | Premios People's Choice                               | Estrella de drama del año                                   | Sterling K. Brown | Nominado  | [ 57 ] |
| 2020 | Premios People's Choice                               | Estrella de drama del año                                   | Mandy Moore | Ganadora  | [ 57 ] |
| 2020 | Premios People's Choice                               | Actriz de drama de televisión del año                       | Mandy Moore | Nominada  | [ 57 ] |
| 2021 | Premios de la Crítica Televisiva                      | Mejor serie de drama                                        | This Is Us | Nominada  | [ 58 ] |
| 2021 | Premios de la Crítica Televisiva                      | Mejor actor en serie de drama                               | Sterling K. Brown | Nominado  | [ 58 ] |
| 2021 | Premios de la Crítica Televisiva                      | Mejor actor de reparto en serie de drama                    | Justin Hartley | Nominado  | [ 58 ] |
| 2021 | Premios Primetime Emmy                                | Mejor serie de drama                                        | This Is Us | Nominada  | [ 59 ] |
| 2021 | Premios Primetime Emmy                                | Mejor actor en una serie de drama                           | Sterling K. Brown | Nominado  | [ 59 ] |
| 2021 | Premios Primetime Emmy                                | Mejor actor de reparto en una serie de drama                | Chris Sullivan | Nominado  | [ 59 ] |
| 2021 | Premios del Sindicato de Actores                      | Mejor actor en televisión de drama                          | Sterling K. Brown | Nominado  | [ 60 ] |
| 2022 | Premios de la Crítica Televisiva                      | Mejor serie de drama                                        | This Is Us | Nominada  | [ 61 ] |
| 2022 | Premios de la Crítica Televisiva                      | Mejor actor en serie de drama                               | Sterling K. Brown | Nominado  | [ 61 ] |
| 2022 | Premios de la Crítica Televisiva                      | Mejor actriz de reparto en serie de drama                   | Susan Kelechi Watson | Nominada  | [ 61 ] |
| 2022 | Premios de la Crítica Televisiva                      | Mejor actor de reparto en serie de drama                    | Justin Hartley | Nominado  | [ 61 ] |

## Versiones internacionales
La serie cuenta con varias adaptaciones:
| País                | Título             | Cadena/Plataforma(s) | Estreno                 | Final                 |
| ------------------- | ------------------ | -------------------- | ----------------------- | --------------------- |
| Turquía             | ¡Bir Aile Hikayesi | FOX Turquía          | 9 de marzo de 2019      | 19 de octubre de 2019 |
| Países Bajos        | Dit Zijn Wij       | KRO-NCRV             | 14 de noviembre de 2019 | Presente              |
| / Francia y Bélgica | Je te promets      | Salto y TF1          | 22 de enero de 2021     | Presente              |